# Wimbledon, London

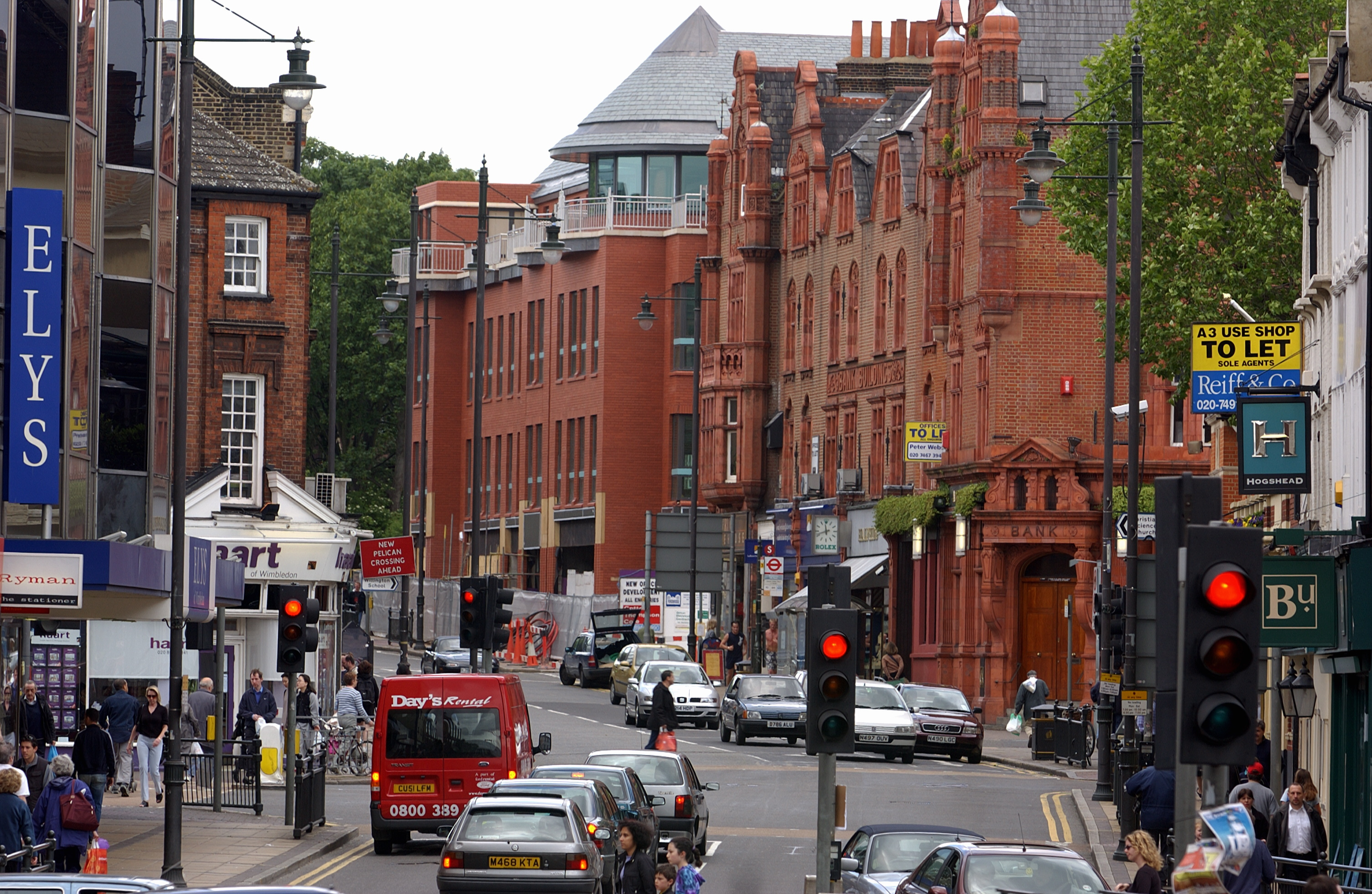
Wimbledon Hill Road

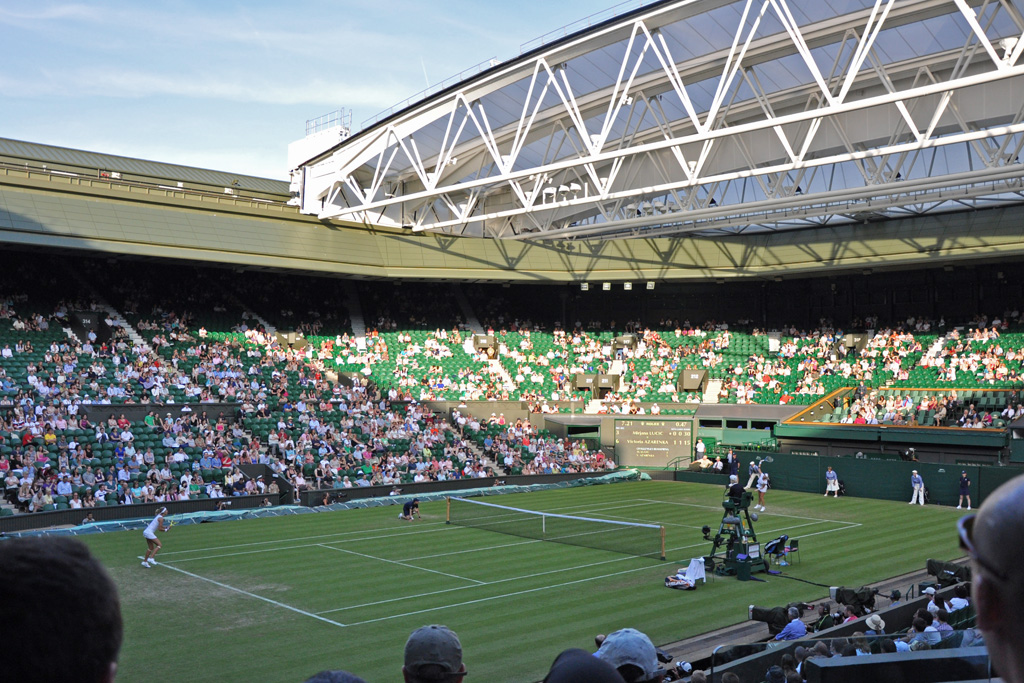
Wimbledon Court No. 1

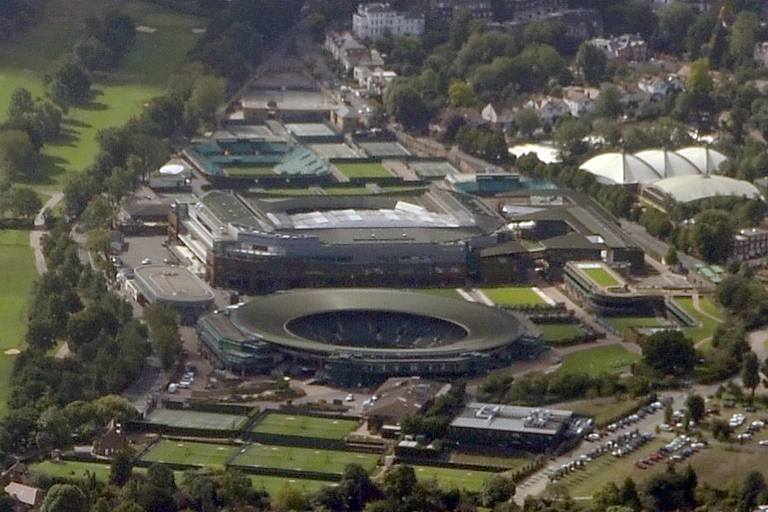
Wimbledon Championships arenor

Wimbledon (svenskt uttal: [ˈvɪmpːeldɔn ]) är en stadsdel (district) i Greater London-kommunen London Borough of Merton, belägen 13 km sydväst om Londons centrum.

## Sport
Wimbledon är troligen mest känt för att de brittiska utomhusmästerskapen i Tennis, Wimbledon Championships, som har spelats här varje år sedan 1877. Wimbledons berömda tennisanläggning har 2022 plats för 42 000 åskådare, varav 14 974 på centercourten, och 12 345 på bana 1. Bana 1 invigdes i samband med  Wimbledonmästerskapens 120-årsjubileum 1997. Vid Wimbledonmästerskapen 2022 användes 15 av de 20 banorna på området till matcher. Anläggningen rymmer även ett tennismuseum, bildat 1977, men med egen byggnad sedan 2006.
Mellan 1889 och 2004 hade Wimbledon en egen fotbollsklubb, Wimbledon FC, som spelade i Premier League 1986-2000 och vann FA-cupen 1988. Klubben ombildades 2004 till Milton Keynes Dons FC. Sedan 2002 har en ny fotbollsklubb bildats i området, AFC Wimbledon, som inför säsongen 2022–23 blev nedflyttade till EFL League Two.
Området har en fotbollsarena, Plough Lane, som blev färdigbyggd 2020, där AFC Wimbledon spelar sedan dess. Trots att den har samma namn så är detta inte samma arena som Wimbledon FC spelade på fram till 1991, och där det svenska damlandslaget besegrade England med 3–1 i september 1975. Platsen där den äldre Plough Lane låg är idag bebyggd med bostäder. Den nya arenan har en kapacitet på 9 150 åskådare.

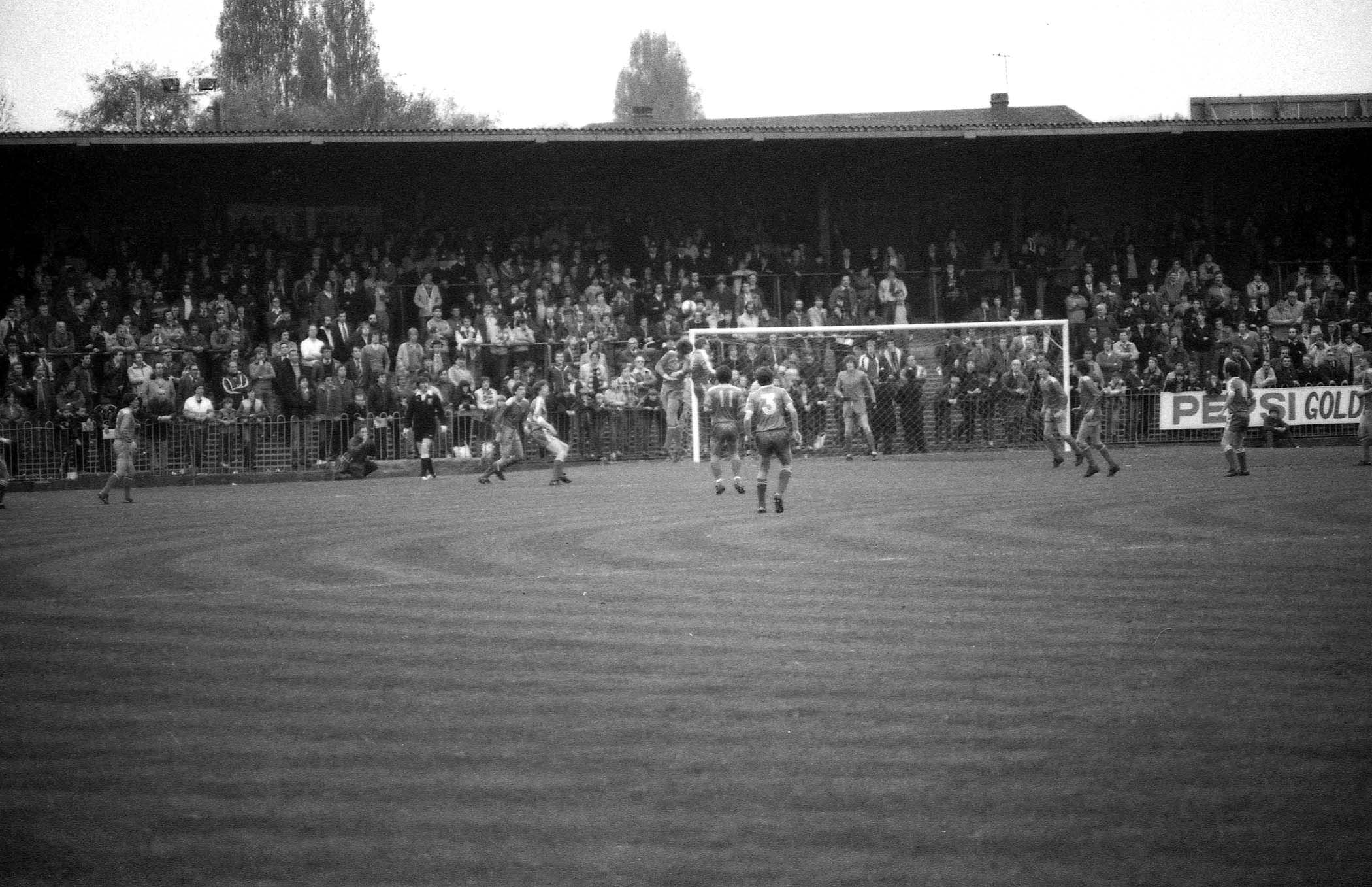
Fotbollsmatch förevigad på den äldre Plough Lane
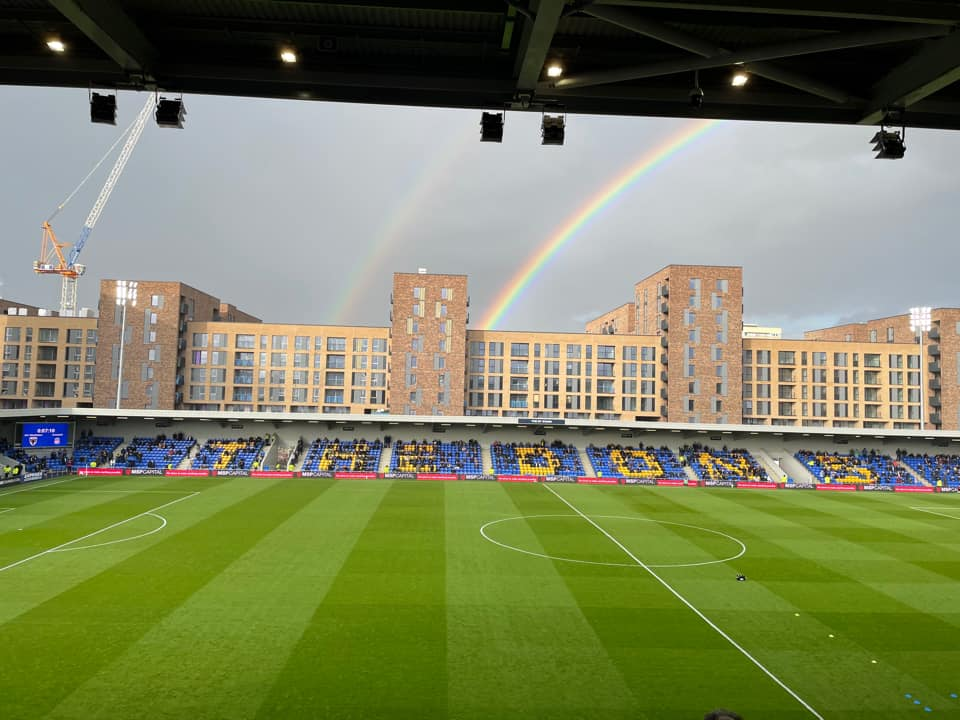
Dubbel regnbåge förevigad över den nya Plough Lane

## Wimbledon station
Wimbledon station öppnade 1838, 1889 tillkom slutstationen på Londons tunnelbanas District line samt år 2000 började även Londons spårväg eller Tramlink trafikera stationen. Stationen är en stor knutpunkt med 11 spår, varav 4 tunnelbanespår (spår 1-4), 5 järnvägsspår (spår 5-9) samt 2 spårvägsspår (spår 10a-10b).

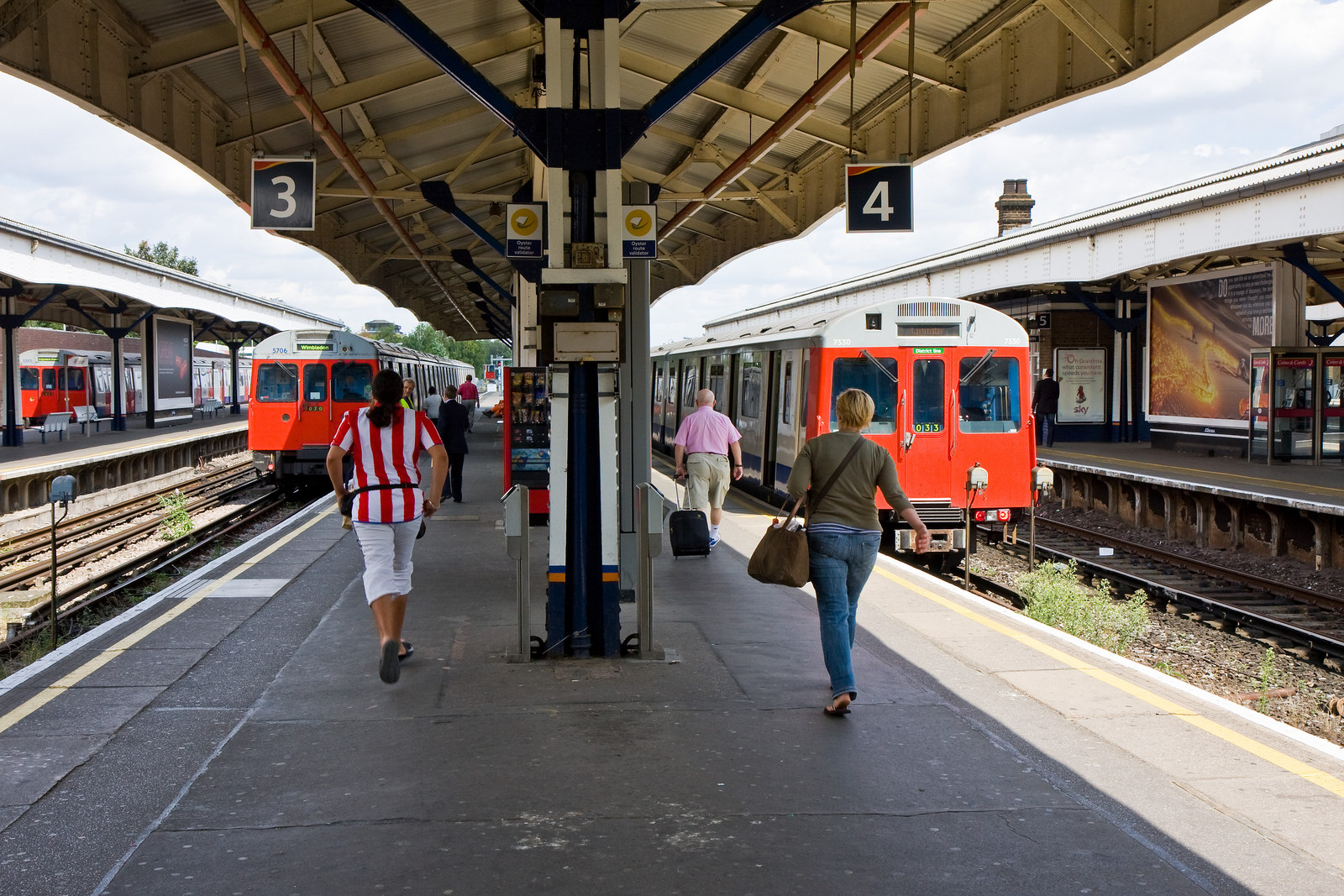
Tunnelbanetåg på Wimbledon station, District line
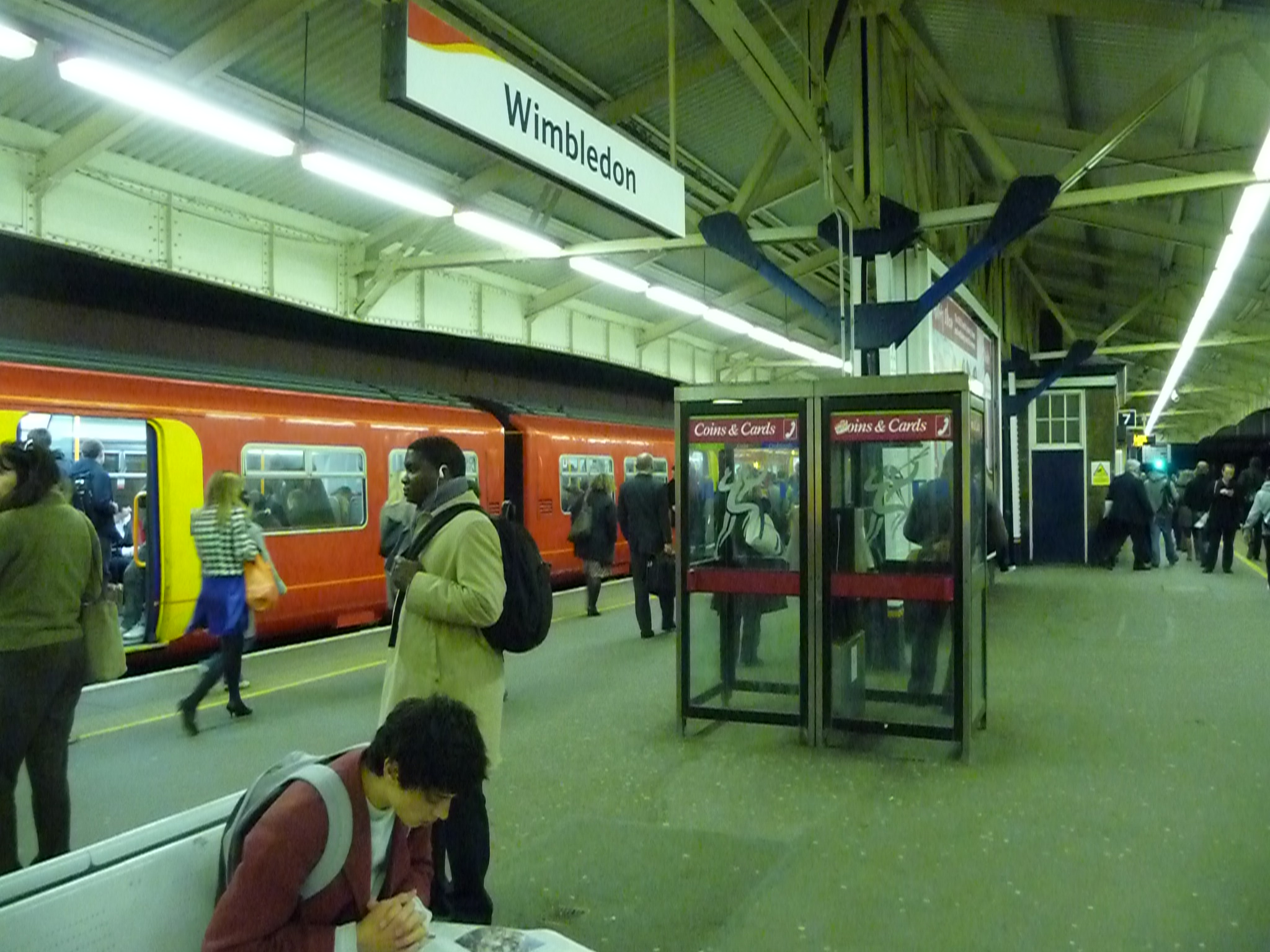
Järnvägståg Wimbledon station
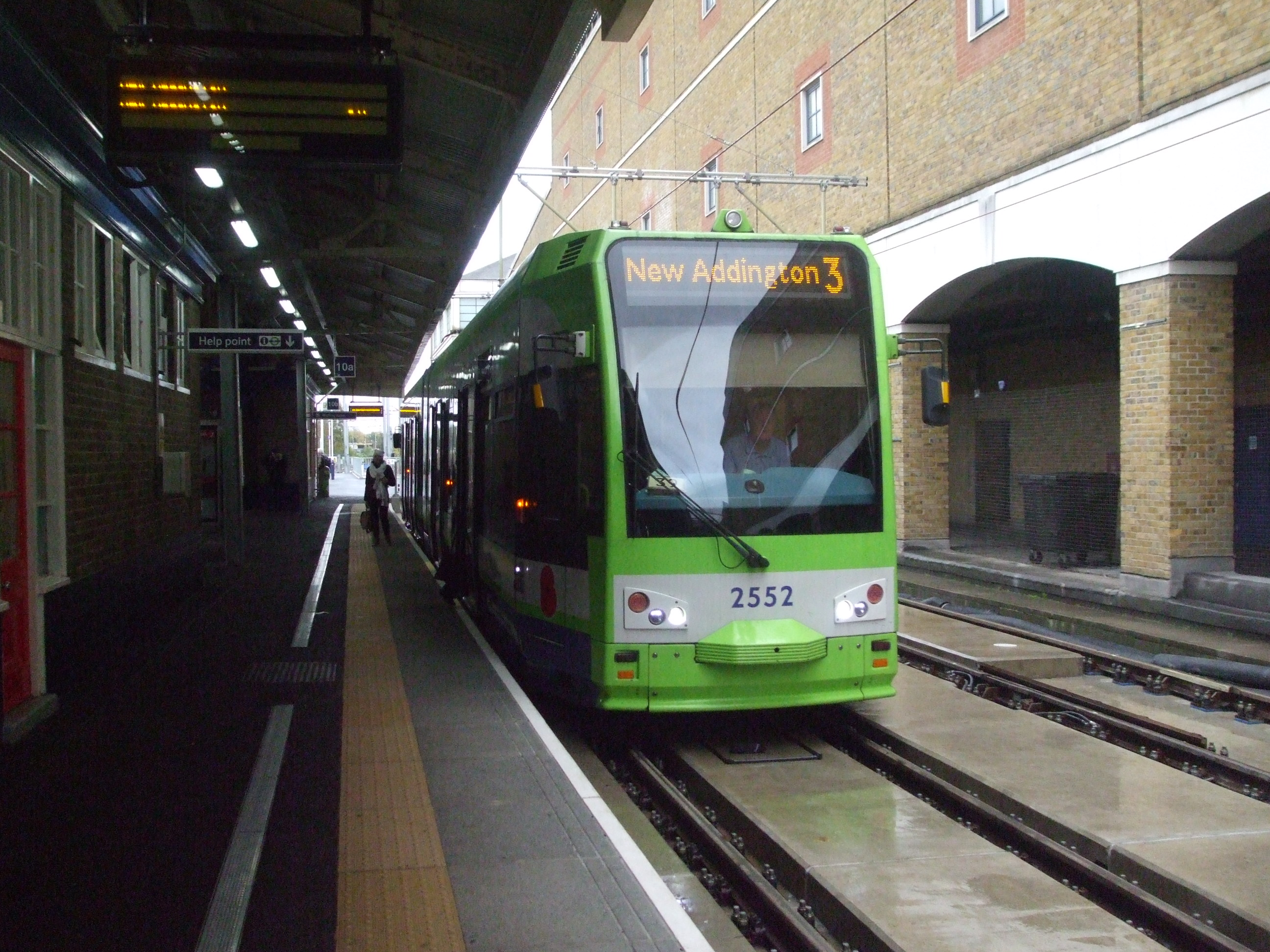
Spårvagn på Wimbledon station